# Северное Приладожье
Се́верное Прила́дожье, или Ладожская Карелия (фин. Laatokan Karjala, Лаатокан Карьяла) — природно-исторический регион, в настоящее время ограниченный с юга берегом Ладожского озера, административной границей Ленинградской области и Республики Карелии на западе, российско-финляндской границей на севере, и условной линией старой советско-финской границы 1939 года на востоке.

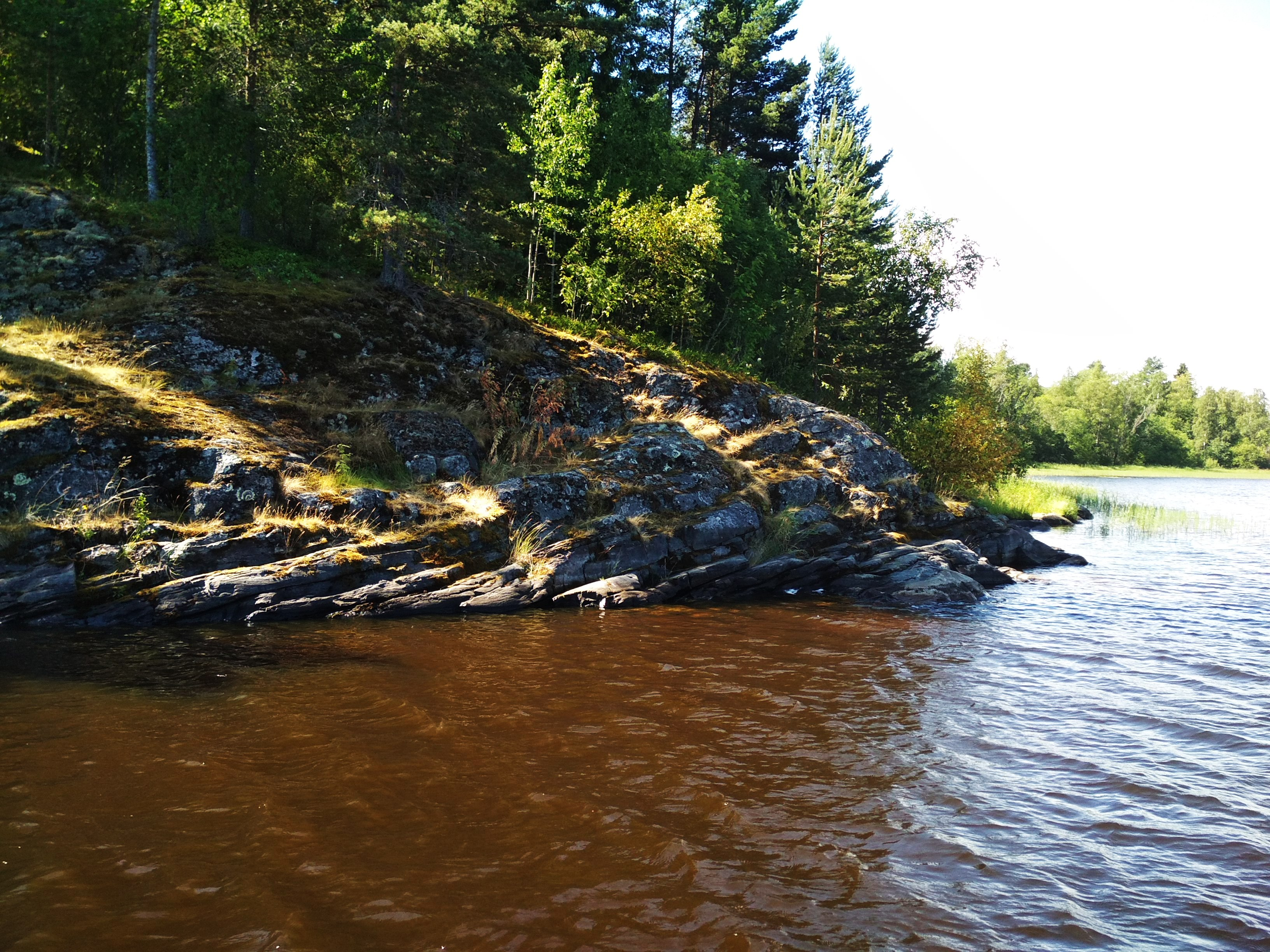
Шхерные ландшафты Северного Приладожья (остров Риеккалансаари)

Регион имеет своеобразные, отличающиеся от сопредельных территорий ландшафты (в частности — полностью включает т. н. шхерный район Ладожского озера) и уникальную историческую судьбу. В отличие от своего юго-западного соседа — Карельского перешейка, Северное Приладожье в основном до сих пор сохраняет древнейшую карельскую топонимику, хоть и подвергшуюся финнизации и славянизации.

## История
Северное Приладожье становится известным как единый регион с Карельским перешейком в качестве старинной территории расселения летописного племени корела. Именно отсюда, со своей коренной территории, древние карелы расселялись в северном направлении в Лапландию и современную Карелию. Здесь же располагается древнейший комплекс оборонительных сооружений древних карел раннего Средневековья, наиболее известные сооружения которого расположены в районе современных населённых пунктов Куркиёки (гора Линнаямяки) и Сортавала (городище Паасо).

Корельская земля в XIV—XV вв.

После раздела территории Корельской земли между Шведским королевством и Великим Новгородом по Ореховецкому договору 1323 года Северное Приладожье отходит к Новгороду.
На территории региона располагаются погосты Корельской земли (с конца XV века — Корельского уезда) Водской пятины: Кирьяжский, Сердобольский, Иломанский, Соломенский. Из-за близкого соседства со шведскими землями население погостов часто подвергалось грабежам и разбою.
С XVII века Северное Приладожье отходит во владение Шведского королевства и на сто лет становится частью Кексгольмского лена. За это время православное карельское население почти полностью покидает регион, а на его место приходят финны-лютеране из центральных областей Финляндского герцогства Шведского королевства. Регион теряет свою этническую и религиозную самобытность.
После окончания Северной войны Приладожье наряду с другими шведскими владениями снова отходит к России, где становится частью Выборгской губернии сначала непосредственно в составе Российской империи, а с 1811 года в составе Великого Княжества Финляндского Российской империи. В 1917 году Финляндия получает независимость, и Северное Приладожье становится для Советской России заграничной территорией. Эти изменения не повлияли на этнический и религиозный состав населения региона.
В ходе Зимней войны финское население Северного Приладожья, отошедшего к СССР, было эвакуировано в Финляндию.
С 1940 года Северное Приладожье административно относится к Карело-Финской ССР.
В 1942 году, после занятия этих территорий финскими войсками в ходе Советско-финской войны 1941—1944 гг. («войны-продолжения»), финское население временно возвращается, а в 1944 году, после освобождения территории советскими войсками, возвращается в Финляндию. С этого времени население региона составляют переселенцы из районов РСФСР и других союзных республик.
С 1956 года Северное Приладожье административно относится к Карельской АССР.

## География
Расположение Северного Приладожья на юго-западной оконечности Балтийского щита определяет наличие в ландшафте скальных выходов различных пород (в основном гранитов), так называемых бараньих лбов. Пересечённость местности, однако, не очень большая, самая высокая точка региона — гора Пётсёвара к Северу от Сортавалы высотой всего 187 метров. Лес характерен для пояса южной тайги, в основном представлены хвойные породы: сосна, ель. Юг региона представляет протяжённый берег одного из самых больших пресноводных озёр мира, изрезанный заливами и островами, это так называемые Ладожские шхеры, уникальные своими ландшафтами, растительным и животным миром. Наличие небольших, но резких перепадов высот образует на территории Приладожья большое количество водопадов на реках и ручьях. Одни из самых известных водопадов — Рускеальские на реке Тохмайоки, где снимался фильм «А зори здесь тихие».

## Современность
Сейчас Северное Приладожье находится в составе Республики Карелия, Российская Федерация, и разделено на четыре района: Лахденпохский, Сортавальский, Суоярвский и Питкярантский. Благодаря насыщенному историческому прошлому и уникальной природе оно обладает большим туристическим потенциалом. В городе Сортавала работает Музей Северного Приладожья, а с 2008 года ежеквартально выпускается городской альманах «Сердоболь», в котором публикуются статьи на краеведческую тематику.

## Туризм

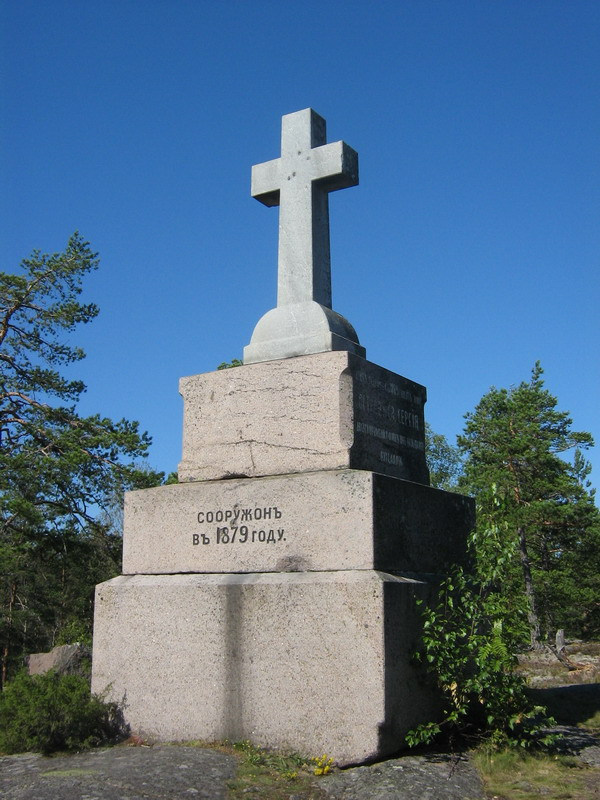
Поклонный крест на острове Путсари (Св. Сергия)

Регион привлекателен для самых разнообразных видов туризма. Шхерный район широко посещаем самодеятельными туристами-водниками и яхтсменами, на байдарках, катамаранах, гребных и моторных маломерных судах. Уникальные исторические и природные места привлекают туристические группы из России и зарубежья. Последнее время Северное Приладожье становится центром религиозного туризма: через него проходит туристический маршрут на остров Валаам, привлекательны места, связанные с древними православными святынями края, старообрядческими скитами и монастырями.